# ژانین میراپفل
ژانین میراپفل (زاده ۱۴ ژوئن ۱۹۴۳) کارگردان و فیلم‌نامه‌نویس آلمانی-آرژانتینی است. او از سال ۱۹۶۶ تا کنون بیست فیلم کارگردانی کرده است. در سال ۱۹۸۴، او یکی از اعضای هیئت داوران سی و چهارمین جشنواره بین المللی فیلم برلین بود.
او در سال ۱۹۴۳ در شهر بوئنوس آیرس، آرژانتین به دنیا آمد و در سال ۱۹۶۴ به شهر اولم، آلمان نقل مکان کرد تا در انستیتوی فیلم  آکادمی هنر و طراحی تحصیل کند. در سال ۱۹۸۱، اولین فیلم بلند او مالو داستان زندگی‌نامه‌ای از زندگی یک زن در آلمان، فرانسه و آرژانتین بود. این فیلم برنده جایزه FIPRESCI در جشنواره فیلم کن و همچنین جوایزی در جشنواره بین‌المللی فیلم سن سباستین شد. منتقدان خاطرنشان کردند که سبک فیلم مالو از دیگر فیلم‌های فمینیستی زندگی‌نامه‌ای در سینمای جدید آلمان متمایز است. فیلم روزهای به یاد ماندنی او در سال ۱۹۸۷ در سی و هفتمین جشنواره بین‌المللی فیلم برلین شرکت کرد.

## گزیده‌‌ای از فیلم‌شناسی
- مالو (Malou) - ۱۹۸۱
- ترک ازگیل می‌رود (Die Kümmeltürkin geht) - ۱۹۸۵
- دوست دختر (The Girlfriend) - ۱۹۸۸
- فرودها (Desembarcos) - ۱۹۸۹
- آمیگومیو (Amigomío) - ۱۹۹۴
- موسکونی - یا صاحب جهان (Mosconi - oder wem gehört die Welt) - ۲۰۰۷
- دوست آلمانی (The German Friend) - ۲۰۱۲